# HK Dukla Ingema Michalovce
A HK Dukla Ingema Michalovce egy szlovák jégkorongcsapat a szlovákiai Nagymihályon. A csapat a szlovák Tipsport liga keleti konferenciájában játszik. A csapat beceneve a Líšky, ami rókákat jelent magyarul.

## Története
A csapatot 1974-ben alapították.

### Korábban használt nevek
- 1974 - VTJ Michalovce
- 1977 - Dukla Trenčín B
- 1978 - VTJ MEZ Michalovce
- 1991 - HC VTJ MEZ Michalovce
- 2000 - HK Dukla Michalovce
- 2017 - HK Dukla Ingema Michalovce

## Helyezések

### Csehszlovákia
1. slovenská národná hokejová liga - 13 szezon
- 1. hely: 1985/86
- 4. hely: 1984/85, 1986/87
- 6. hely: 1988/89
- 8. hely: 1987/88
- 9. hely: 1989/90, 1991/92, 1992/93
- 10. hely: 1983/84
- 11. hely: 1977/78, 1978/79, 1990/91
- 12. hely: 1979/80

2. slovenská národná hokejová liga - 6 szezon
- 1. hely: 1976/77, 1980/81, 1982/83
- 2. hely: 1975/76, 1981/82
- 3. hely: 1974/75

### Szlovákia
Szlovák Extraliga - 5 szezon
- 3. hely: 2020/21, 2023/24
- 4. hely: 2022/23
- 5. hely: 2021/22
- 7. hely: 2019/20

1. hokejová liga - 21 szezon
- 1. hely: 2017/18, 2018/19
- 2. hely: 2012/13, 2013/14
- 4. hely: 1993/94, 1994/95, 1995/96, 1996/97, 1998/99, 2011/12, 2016/17
- 5. hely: 2014/15
- 6. hely: 2015/16
- 7. hely: 1997/98
- 8. hely: 2010/11
- 10. hely: 1999/00, 2009/10
- 11. hely: 2000/01, 2001/02, 2002/03
- 12. hely: 2008/09

2. hokejová liga - 5 szezon
- 3. hely: 2006/07, 2007/08
- 6. hely: 2003/04
- 7. hely: 2004/05, 2005/06

## Statisztikák

### Tipos Extraliga
| Főszezon | Főszezon | Főszezon | Főszezon | Főszezon | Főszezon | Főszezon | Főszezon | Főszezon | Rájátszás                                               | Rájátszás                                               | Rájátszás                                               | Rájátszás                                               |
| Szezon   | LM       | GY       | GY. H.   | V. H.    | V        | G        | P        | Helyezés | Kvalifikáció                                            | Negyeddöntő                                             | Elődöntő                                                | Döntő                                                   |
| -------- | -------- | -------- | -------- | -------- | -------- | -------- | -------- | -------- | ------------------------------------------------------- | ------------------------------------------------------- | ------------------------------------------------------- | ------------------------------------------------------- |
| 2019–20  | 55       | 20       | 5        | 8        | 22       | 152:157  | 78       | 7.       | A rájátszás nem lett lejátszva a Covid-19 járvány miatt | A rájátszás nem lett lejátszva a Covid-19 járvány miatt | A rájátszás nem lett lejátszva a Covid-19 járvány miatt | A rájátszás nem lett lejátszva a Covid-19 járvány miatt |
| 2020–21  | 50       | 27       | 7        | 4        | 12       | 155:113  | 99       | 2.       | -                                                       | Győzelem a HK Dukla Trenčín ellen (4-2)                 | Vereség a HK Poprad ellen (2-4)                         | -                                                       |
| 2021–22  | 50       | 25       | 3        | 7        | 15       | 136:140  | 88       | 4.       | -                                                       | Vereség a HC Košice ellen (2-4)                         | -                                                       | -                                                       |
| 2022–23  | 50       | 17       | 7        | 7        | 19       | 124-129  | 72       | 8.       | Győzelem a HK Dukla Trenčín ellen (3-2)                 | Győzelem a HC Slovan Bratislava ellen (4-2)             | Vereség a HC Košice ellen (3-4)                         | -                                                       |
| 2023–24  | 50       | 27       | 4        | 1        | 18       | 167:121  | 90       | 2.       | -                                                       | Győzelem a HKM Zvolen ellen (4-1)                       | Vereség a HK Nitra ellen (2-4)                          | -                                                       |
| 2024–25  | 54       | 21       | 6        | 5        | 22       | 157:153  | 80       | 9.       | Vereség a HK Dukla Trenčín ellen (2-3)                  | -                                                       | -                                                       | -                                                       |

## Játékoskeret

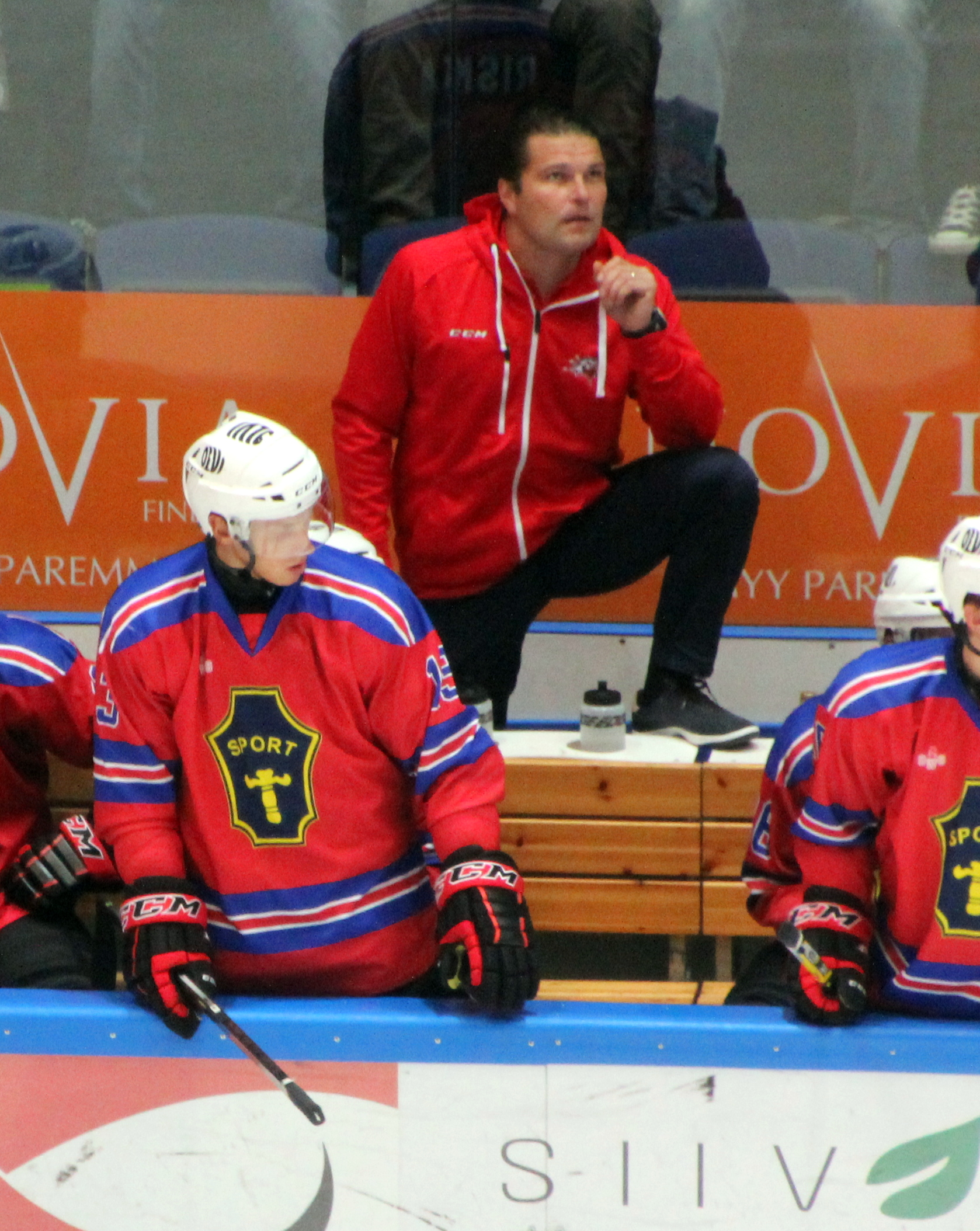
A csapat vezetőedzője, Tomek Valtonen

### Vezetőedzők
- Peter Kúdelka (2023-2024)[2]
- Tomek Valtonen (2024-napjainkig)[3]

## Kabala
A csapat kabalaállata egy róka, ami megegyezik a klub logójával.

## Nézettség
| Szezon  | Átlagos nézőszám | Helyezés a ligában |
| ------- | ---------------- | ------------------ |
| 2022–23 | 2 598            | 4.                 |
| 2023–24 | 2 958            | 4.                 |
| 2024–25 | 2300             | 7.                 |

## Híres játékosok
- Richard Šechný
- Kristián Kudroč
- Pavol Regenda

## Jégcsarnok

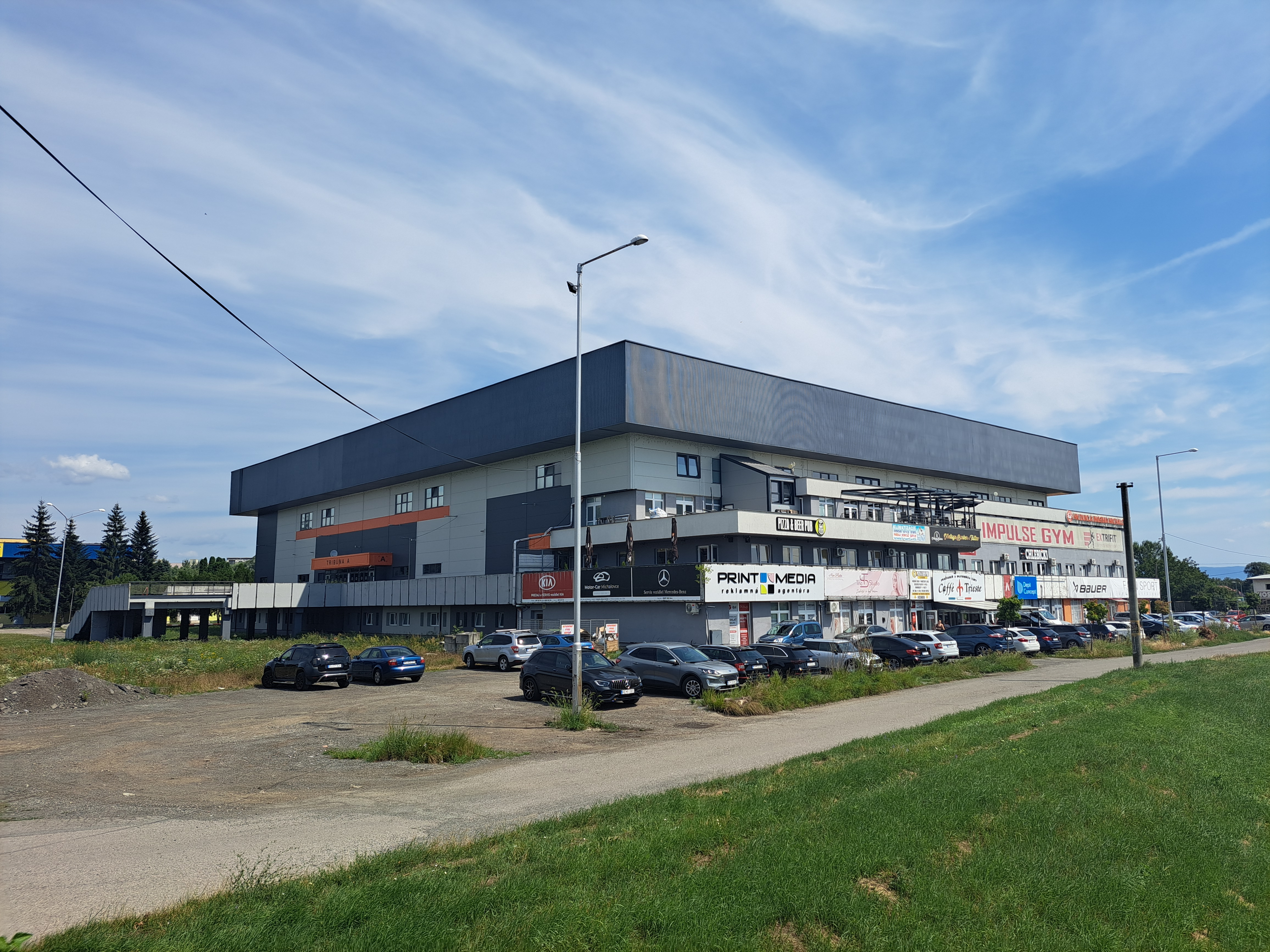
A Nagymihályi Jégcsarnok

A csapat jelenleg használt jégcsarnoka a Nagymihályi Jégcsarnok, ami 4 000 fő befogadására alkalmas, amiből 2 500 ülő- és 1 500 állóhely. A jégpályát 1972-ben építették, és 1978-ban lett belőle fedett jégcsarnok. A jégcsarnok több felújításon is átesett, a legnagyobb 2017-ben történt. A csarnokban játszik a Ženský hokejový klub Michalovce női jégkorongcsapat is.

## Rivalizálások

### HC Košice
A kassai és nagymihályi csapat rivalizálása 2019-ben kezdődött, amikor a Dukla Michalovce csapata először jutott fel az első osztályba, és azóta folyamatosan a képviseli a várost a ligában. A két csapat a keleti országrészben játszik, ezért a versengésüket kelet-szlovák rangadónak (szlovákul: východoslovenské derby) is nevezik.